# Chilenia

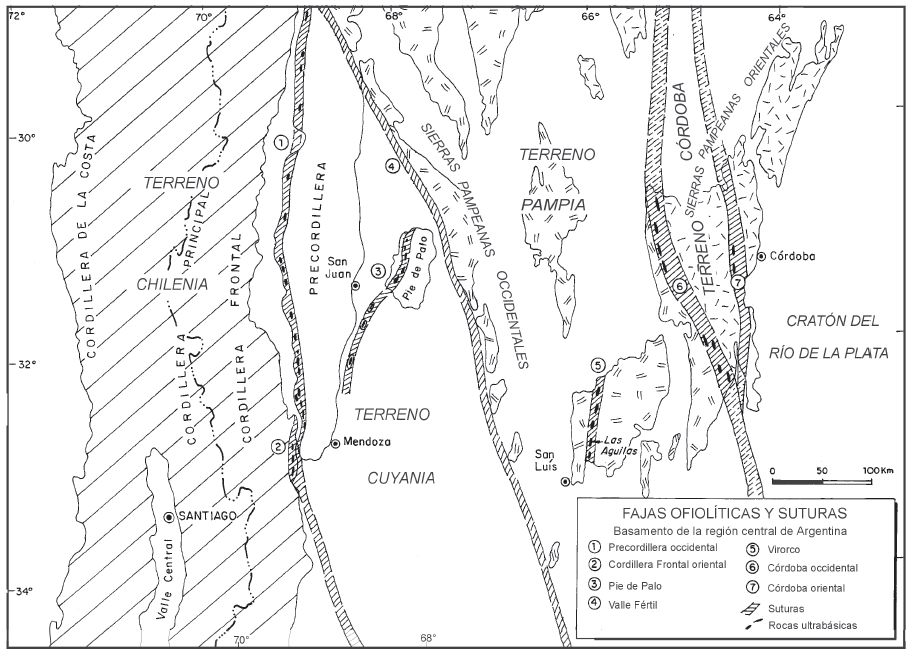
Mappa dei terrane e microntinenti nel Sud America, secondo Ramos.

La Chilenia fu un antico microcontinente o terrane la cui storia ha lasciato il segno in molte tra le più antiche rocce del Cile centrale e dell'Argentina occidentale.
Era separato dalla crosta oceanica dal microcontinente Cuyania sul quale andò in accrezione tra 420 e 390 milioni di anni fa quando la Cuyania si era già amalgamata con la Gondwana.
La denominazione Chilenia fu utilizzata per la prima volta da Ramos et al. in un lavoro presentato al IX Congreso Geológico Argentino tenutosi nel 1984 a San Carlos de Bariloche. A seguito di questa pubblicazione, furono numerosi i lavori che si dedicarono a studiare le tracce dell'esistenza di questo microcontinente.